# Stère

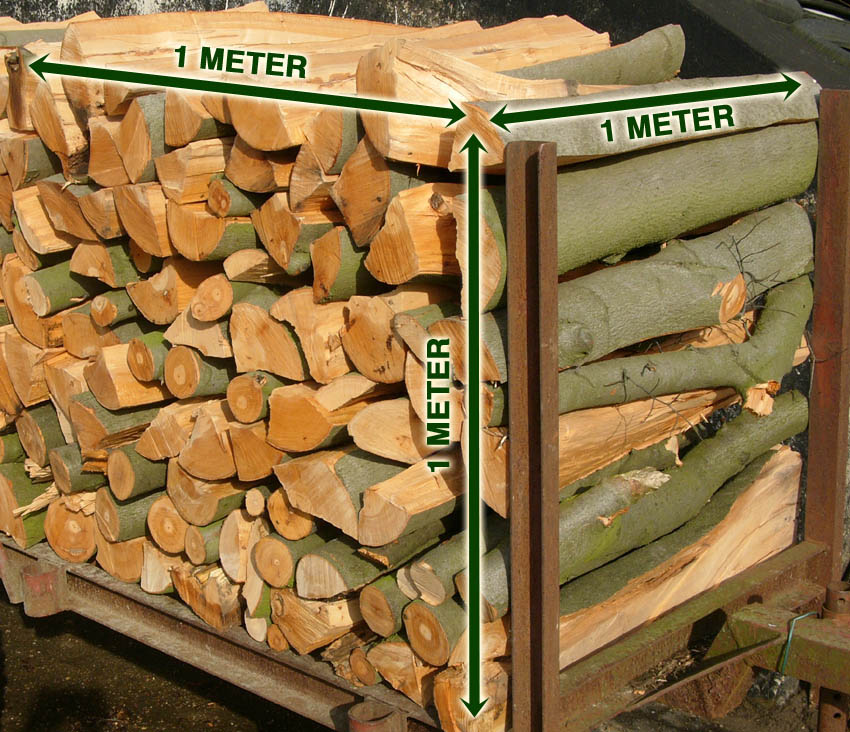
1 mètre cube apparent de bûches de 1 m

Le stère (du grec stereos, solide) est une unité de mesure de volume, valant un mètre cube, utilisée pour mesurer les volumes de stockage de bois de chauffage ou de charpente.

## En France
En France, le stère n'est plus officiellement utilisé comme unité légale : « L'emploi du stère devra cesser avant le 31 décembre 1977 », mais il est encore fréquemment utilisé pour le commerce du bois (de chauffage et d'industrie). Seul le mètre cube demeure l'unité officielle en France.
D'après l'Ademe, le stère (symbole st) équivaut à un mètre cube apparent dans le cas de bûches : soit un empilement de rondins ou de quartiers de bois dans un châssis délimitant un cube d'un mètre de côté. La norme NF sur le bois de chauffage spécifie que l'étiquetage doit indiquer une quantité en mètres cubes.
Le prix du stère a tendance à augmenter ces dernières années, et se situe en 2024 entre 70€ et 120€. Selon un baromètre établi sur un panel de 52 entreprises et 547 prix relevés, le prix moyen du stère de bois s'élève à 98,51€ en juin 2025.

## Voir également